# Unterseeboot 677
L'Unterseeboot 677 ou U-677 est un sous-marin allemand (U-Boot) de type VIIC utilisé par la Kriegsmarine pendant la Seconde Guerre mondiale.
Le sous-marin fut commandé le 5 juin 1941 à Hambourg (Howaldtswerke Hamburg AG), sa quille fut posée le 13 juin 1942, il fut lancé le 6 juillet 1943 et mis en service le 20 septembre 1943, sous le commandement de l'Oberleutnant zur See Paul Weber.
L'U-677 n'endommagea ou ne coula aucun navire au cours de l'unique patrouille (31 jours en mer) qu'il effectua.
Il fut coulé lors d'un raid aérien britannique à Hamburg-Finkenwerder, en avril 1945.

## Conception
Unterseeboot type VII, l'U-677 avait un déplacement de 769 tonnes en surface et 871 tonnes en plongée. Il avait une longueur totale de 67,10 m, un maître-bau de 6,20 m, une hauteur de 9,60 m et un tirant d'eau de 4,74 m. Le sous-marin était propulsé par deux hélices de 1,23 m, deux moteurs diesel Germaniawerft M6V 40/46 de 6 cylindres en ligne de 1 400 cv à 470 tr/min, produisant un total de 2 060 à 2 350 kW en surface et de deux moteurs électriques Siemens-Schuckert GU 343/38-8 de 375 cv à 295 tr/min, produisant un total 550 kW, en plongée. Le sous-marin avait une vitesse en surface de 17,7 nœuds (32,8 km/h) et une vitesse de 7,6 nœuds (14,1 km/h) en plongée. Immergé, il avait un rayon d'action de 80 milles marins (150 km) à 4 nœuds (7,4 km/h; 4,6 milles par heure) et pouvait atteindre une profondeur de 230 m. En surface son rayon d'action était de 8 500 milles nautiques (soit 15 700 km) à 10 nœuds (19 km/h). 
L'U-677 était équipé de cinq tubes lance-torpilles de 53,3 cm (quatre montés à l'avant et un à l'arrière) qui contenait quatorze torpilles. Il était équipé d'un canon de 8,8 cm SK C/35 (220 coups) et d'un canon antiaérien de 20 mm Flak. Il pouvait transporter 26 mines TMA ou 39 mines TMB. Son équipage comprenait 4 officiers et 40 à 56 sous-mariniers.

## Historique
Il reçut sa formation de base au sein de la 5. Unterseebootsflottille jusqu'au 31 août 1944, il intégra sa formation de combat dans la 3. Unterseebootsflottille. À partir de juillet 1944, il intégra la 23. Unterseebootsflottille comme navire-école et finit sa carrière dans la 31. Unterseebootsflottille comme navire d'entraînement et de formation des équipages.
L'U-677 prend la mer pour son unique patrouille de guerre le 8 juin 1944, sous le commandement de l'Oberleutnant zur See Paul Weber.
Dans les premières heures du 6 juin 1944, quand l'annonce du débarquement allié en Normandie est annoncée, les U-Boots du groupe Mitte sont mis au courant tout de suite. L'U-677 est un des onze U-Boots qui, entre le 8 et le 10 juin 1944, forment une ligne de patrouille entre Trondheim et Lindesnes. À la fin de juin 1944, lorsque la menace d'un débarquement allié en Norvège s'éloigne, l'U-677 et d'autres U-Boots rejoignent le groupe Mitte. Le groupe est formé le 16 février 1944 et est mis en suspens dans les ports du sud de la Norvège en attente d'un débarquement allié en Norvège ou au Danemark. Quatre U-Boots sont à Bergen, quatre à Kristiansand et deux autres à Stavanger. En mars 1944, le groupe est augmenté de dix à douze U-Boots.
Au début de juillet 1944, l'U-677 n'est plus prévu pour d'autres opérations. Il est un des neuf U-Boots du groupe Mitte transférés dans des flottilles d'entraînement. Leurs équipages sont envoyés dans la 23. Unterseebootsflottille et 24. Unterseebootsflottille pour armer les nouveaux Type XXI. L'U-677 est affecté à la 23. Unterseebootsflottille à Dantzig et puis à la 31. Unterseebootsflottille à Hambourg.
L'U-677 a été coulé le 9 avril 1945 dans l'Alvéole II du box n° 5 à Hambourg-Finkenwerder, à la position 53° 32′ 06″ N, 9° 51′ 03″ E, par des bombes lors d'un raid aérien britannique du Sqn 617 de la RAF (RAF Bomber Command). Il n'y a pas de victimes.
L'épave fut démantelé après la guerre.

## Affectations
- 5. Unterseebootsflottille du 20 septembre 1943 au 31 mai 1944 (Période de formation).
- 3. Unterseebootsflottille du 1er juin 1944 au 1er juillet 1944 (Unité combattante).
- 23. Unterseebootsflottille du 1er juillet 1944 au 19 février 1945 (Navire-école).
- 31. Unterseebootsflottille du 20 février 1945 au 9 avril 1945 (Période de formation).

## Commandement
- Oberleutnant zur See Paul Weber du 20 septembre 1943 au 16 juillet 1944.
- Oberleutnant zur See Gerhard Ady du 17 juillet 1944 au 9 avril 1945.

## Patrouille
|       | Commandant       | Départ           | Départ       | Arrivée        | Arrivée      | Jours    | Succès |
| ----- | ---------------- | ---------------- | ------------ | -------------- | ------------ | -------- | ------ |
|       | Oblt. Paul Weber | 27 mai 1944      | Kiel         | 29 mai 1944    | Marviken     | 3 jours  |        |
| 1     | Oblt. Paul Weber | 8 juin 1944      | Marviken     | 29 juin 1944   | Bergen       | 22 jours |        |
|       | Oblt. Paul Weber | 1er juillet 1944 | Bergen       | 2 juillet 1944 | Stavanger    | 2 jours  |        |
|       | Oblt. Paul Weber | 4 juillet 1944   | Stavanger    | 4 juillet 1944 | Kristiansand | 1 jours  |        |
|       | Oblt. Paul Weber | 4 juillet 1944   | Kristiansand | 6 juillet 1944 | Kiel         | 3 jours  |        |
| Total | Total            | Total            | Total        | Total          | Total        | 31 jours | 0 t    |

Notes : Oblt. = Oberleutnant zur See